# Abtei Averbode

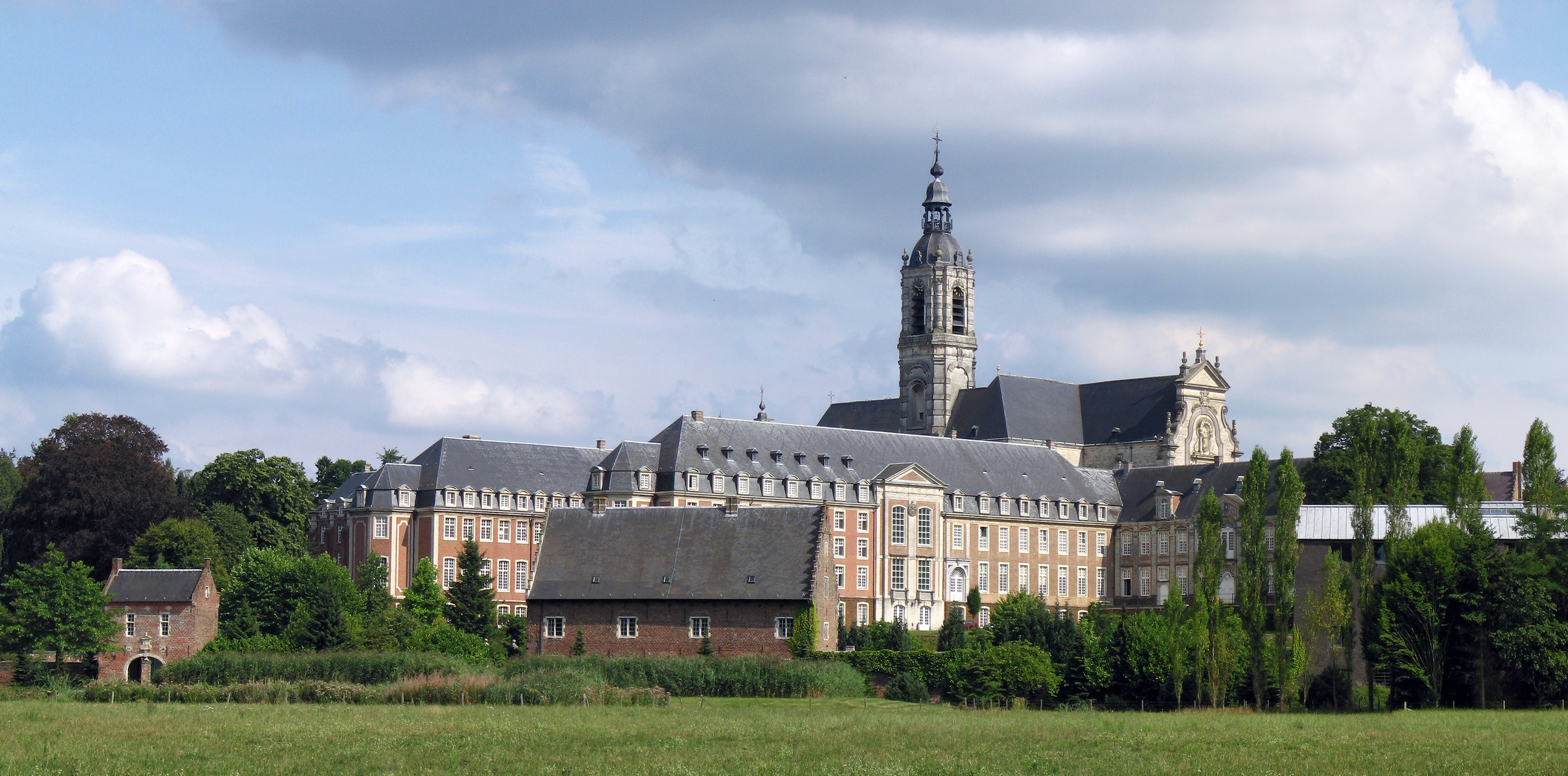
Abtei Averbode

Die Abtei Averbode ist eine Prämonstratenserabtei in Averbode, einer Teilgemeinde der flämischen Stadt Scherpenheuvel-Zichem. 

## Lage
Die Abtei Averbode liegt nördlich von Averbode, dort wo sich heute die Grenzen der Provinzen Flämisch-Brabant, Antwerpen und Limburg treffen.

## Geschichte

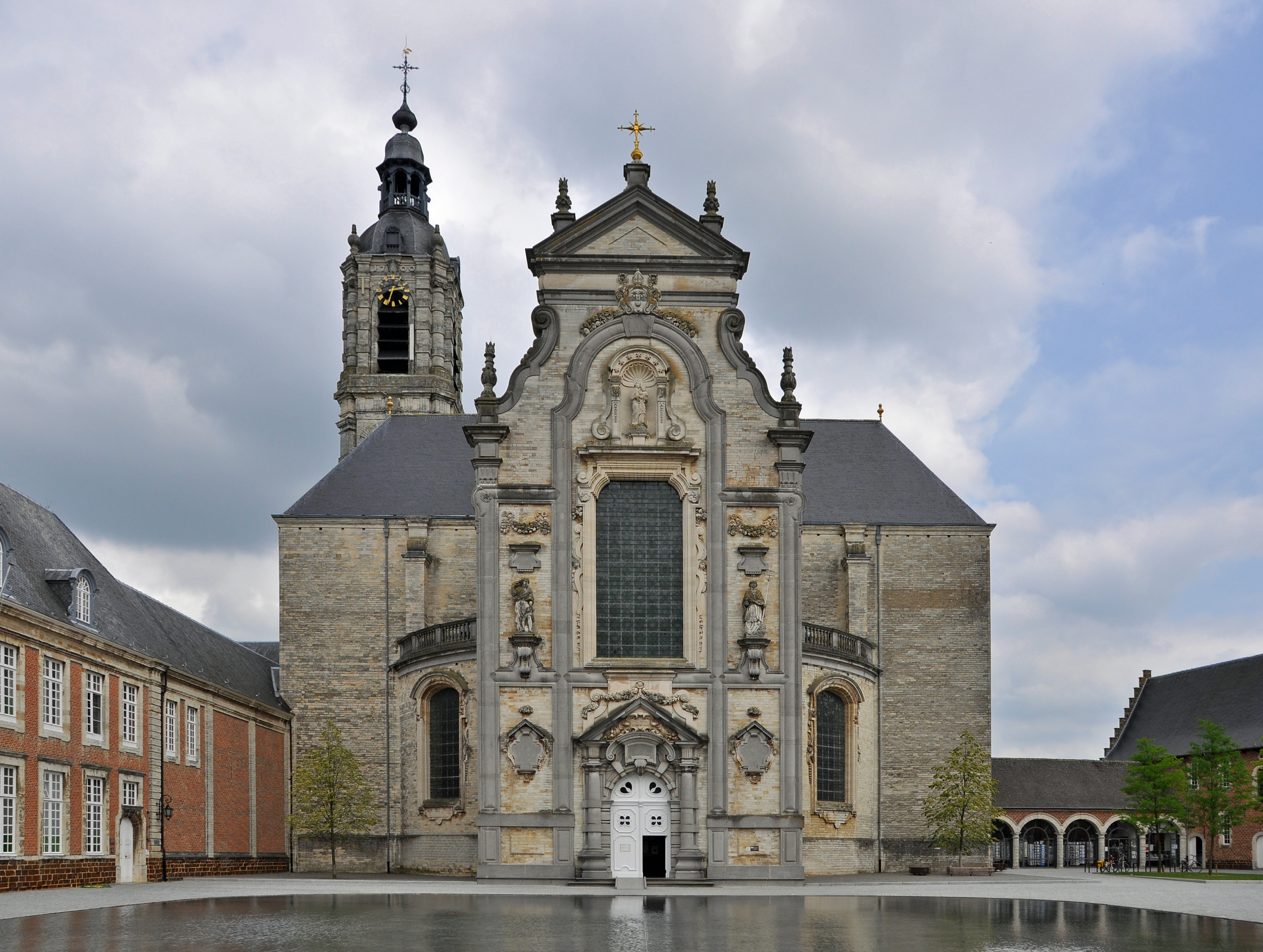
Abteikirche

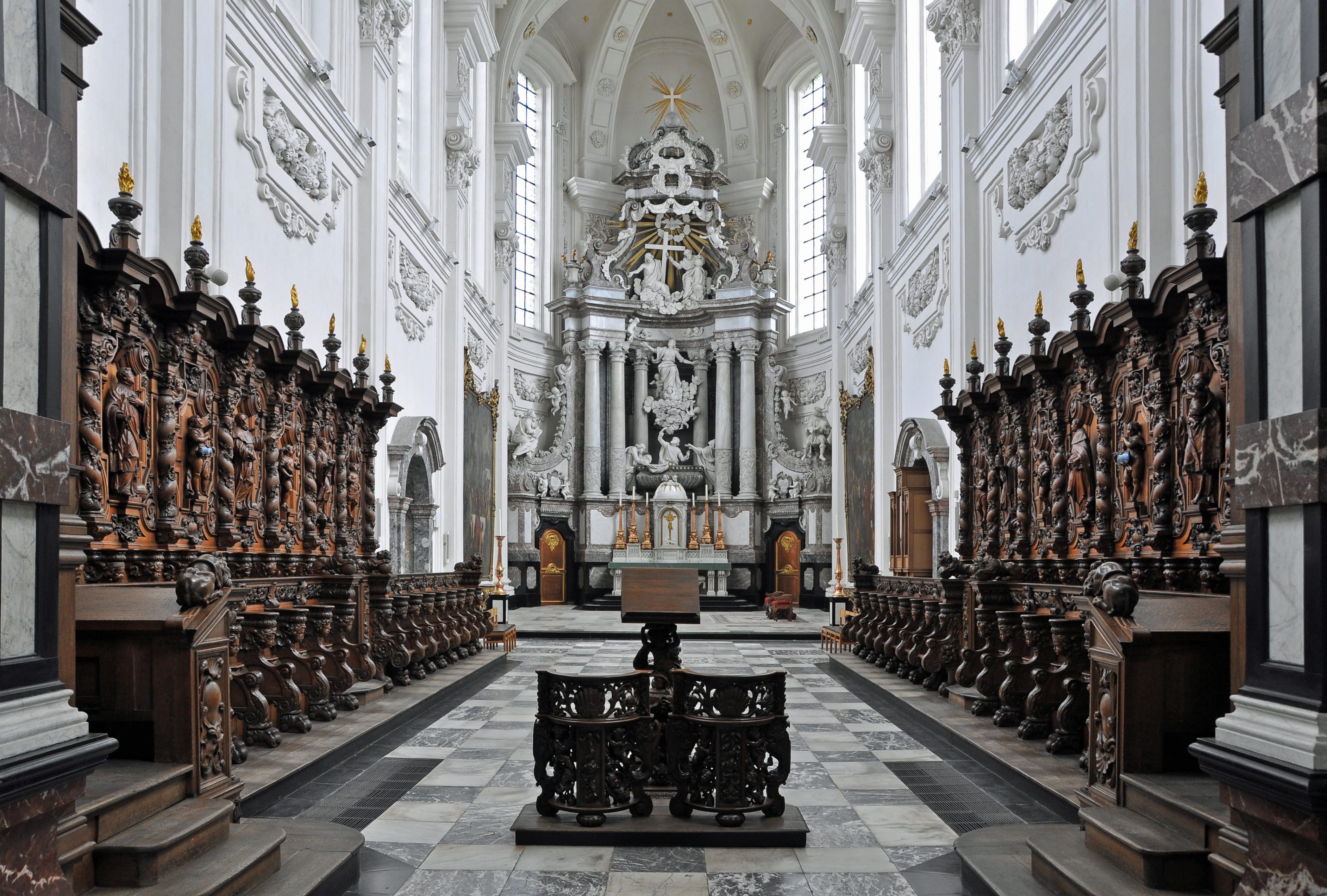
Innenansicht der Abteikirche

In den Jahren 1134/35 wurde die Liebfrauen-und-Johannes-der-Täufer-Abtei von Arnold II., dem Grafen von Loon, gestiftet. Es war sein Wunsch, dass sich die Prämonstratenser aus der Sankt-Michaels-Abtei in Antwerpen auch nahe seinem eigenen Landgut niederließen. Er stellte den Chorherren zu diesem Zweck Land zur Verfügung, das in erster Linie aus Wäldern und Weiden bestand. Die Ausdehnung des Abteigeländes erfolgte erst ab 1147: durch Schenkungen von Seiten des Landadels, durch Ankauf und Tausch erlangte die Abtei größere Ländereien. Der Ertrag dieses Gebiets wurde für die Versorgung der Chorherren, für den Bau der Abtei und für karitative Zwecke verwendet. Durch geschicktes Wirtschaften erlebte die Abtei Averbode Ende des 13. Jahrhunderts eine Blütezeit, die noch das gesamte 14. Jahrhundert andauerte. 
Das 15. Jahrhundert mit seinen politischen Umbrüchen war für die Abtei weniger erfolgreich. Die Abteibewohner und die benachbarte Bevölkerung hatten sich gegen Johannes von Bayern gestellt und dieser fügte seinen Gegnern – unterstützt durch Johann Ohnefurcht – eine herbe Niederlage zu. Das Kloster wurde geplündert, der Abt und einige Chorherren gefangen genommen und erst gegen ein Lösegeld wieder freigelassen. Anschließend war der Abt gezwungen, wichtige Immobilien zu verkaufen, doch das umsichtige Wirtschaften in der Folgezeit verhinderte Schlimmeres.
Als Maximilian von Österreich Ende des 15. Jahrhunderts Krieg in Brabant führte, wurden mehrere Klostergebäude zerstört und zudem brannte 1499 nach einem Blitzeinschlag die Abteikirche ab. Schließlich wurde die Abtei 1578 durch Soldaten geplündert und den Chorherren blieb keine andere Möglichkeit als sich nach Diest zurückzuziehen, wo sie bis 1604 blieben.

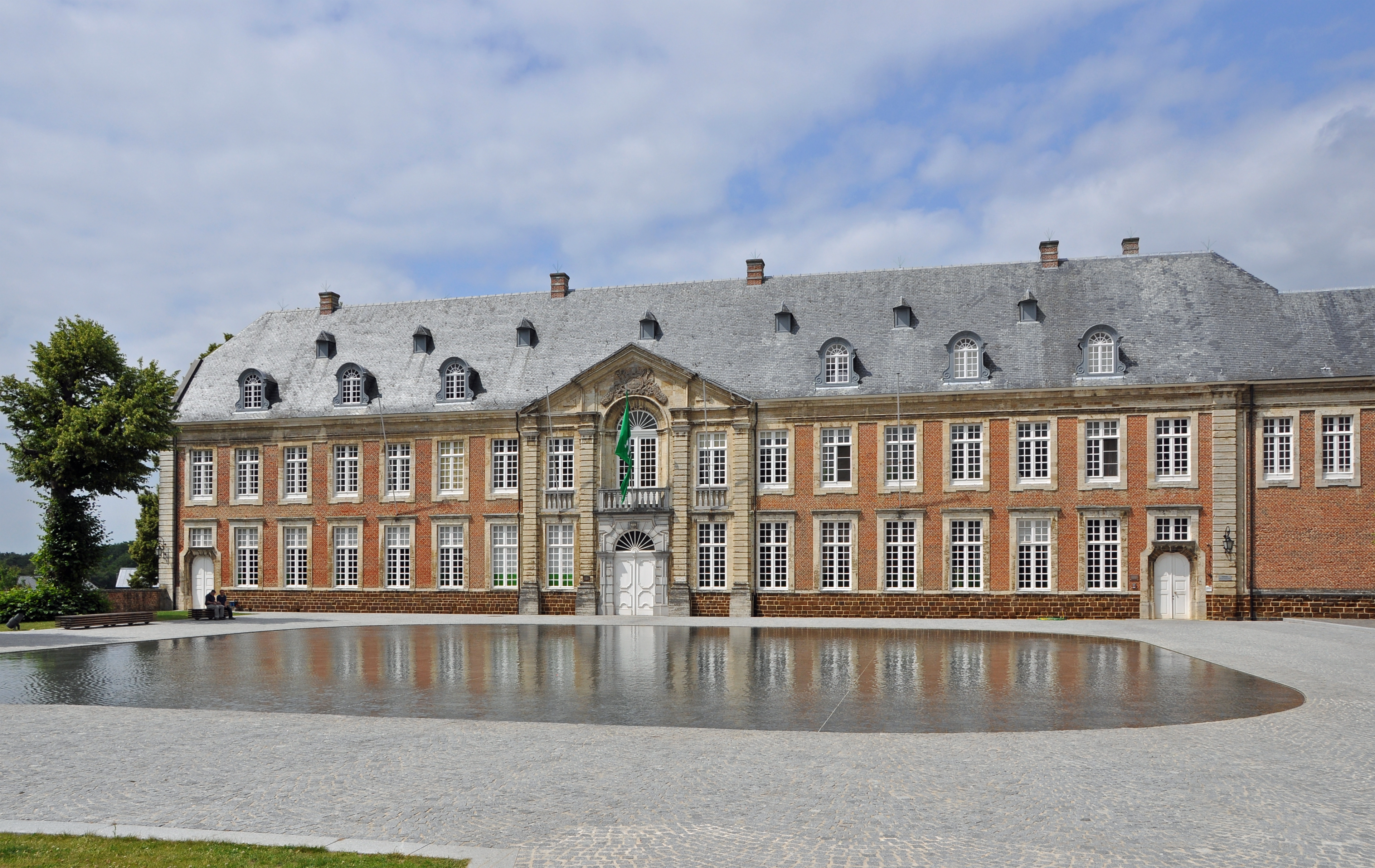
Prälatur

Nach der Rückkehr der Chorherren aus dem Exil brachen bessere Zeiten für das Kloster an. Die Abtei wurde erweitert, unter anderem durch die heute noch bestehende Barockkirche (1664–1672). 
Dann allerdings kam die Französische Revolution und wieder wurden die Chorherren aus ihrem Kloster vertrieben und die Gebäude zum Teil verwüstet. Die beeindruckende Pfeifenorgel der Abteikirche wurde durch die St. Lambertus-Gemeinde aus Helmond (Niederlande) gekauft, wo sie noch heute zu besichtigen ist. Erst vierzig Jahre später zog eine Handvoll älterer Ordensbrüder zurück in die Gebäude von Averbode und versuchte den Neuanfang. Dieser gelang, da bald geistlicher Nachwuchs im Kloster eintraf und die Abtei erholte sich so weit, dass sie zahlreiche neue Ordenshäuser stiften konnte, unter anderem in Brasilien (1896), Dänemark (1903), Brasschaat (1931) und Schoten (1959). 
1942 fiel ein großer Teil der Abtei einem Brand zum Opfer, so dass erneut ein Wiederaufbau nötig war.

## Die Abtei heute
Das Kloster verfügt über eine wichtige Bibliothek. Im Inneren, das nur selten besichtigt werden kann, befinden sich zahlreiche kunsthistorisch wichtige und daher kostbare Gegenstände, unter anderem ein Renaissancekelch von Reiner van Jaersvelt und ein Reliquienkreuz aus dem 14. Jahrhundert. Außerdem besitzt die Abtei einen großen Verlag für christliche Jugendzeitschriften und -bücher, die auch von nicht katholischen Christen gelesen werden. In der barocken Abteikirche sind besonders der Hochaltar sowie zwei Gemälde von Pieter Jozef Verhaghen sehenswert, außerdem das Chorgestühl (1671–1673) von Octaaf Henry. Bei der Renovierung der Abteikirche unter der künstlerischen Leitung von Elmar Hillebrand wurde der von dem Bildhauer Johannes Hillebrand entworfene und ausgeführte Hauptaltar 2001 aufgestellt und eingeweiht.
Im Jahr 2011 unterhielt die Abtei ein Gästehaus und ein Besinnungszentrum und hatte 78 Mitglieder, wovon 45 in der Abtei lebten und arbeiteten. Seit Februar 2006 hatte Jos Wouters das Amt des Abtes von Averbode inne. Wouters wurde im Juli 2018 vom Generalkapitel der Prämonstratenser zum Generalabt des Ordens gewählt. Der Konvent der Abtei wählte daraufhin 2018 Herrn Marc Fierens OPraem zu seinem neuen Abt.